# Morgan's Rock
Morgan's Rock är en semesteranläggning vid Playa Ocotal på Stillahavskust i södra Nicaragua. Den ligger på gränsen mellan kommunerna Tola och San Juan del Sur.  

## Aktiviteter
Morgan's Rock har ett ekologiskt lyxhotel. De privata bungalowerna bland trädkronorna har utsikt över den vidsträckta stranden.  
Det finns utmärkta bad- och vandringmöjligheter längs havet. I det lilla estuariet, som man kan besöka med kayak, finns ett rikt växt-, fågel- och djurliv bland mangroveträden.

## Transporter
Margan's Rock kan nås med taxi från Rivas eller San Juan del Sur. Det finns också en liten flygplats för privatplan, vid namn Aeródromo de Morgans Rock.